# Marga Mulya (Lubuk Linggau Selatan II)
Marga Mulya is een bestuurslaag in het regentschap Lubuklinggau van de provincie Zuid-Sumatra, Indonesië. Marga Mulya telt 3970 inwoners (volkstelling 2010).